# Cvi Hirš Chajes
Cvi Hirš Chajes hebrejsky צבי הירש חיות‎ (20. listopadu 1805, Brody – 12. října 1855, Lvov) byl jeden z předních haličských talmudistů. Jeho nejznámějším dílem je komentář a úvod do talmudu vydaný pod názvem Mevo ha-Talmud (Úvod do Talmudu). Chajes je také známý pod jménem Maharac Chajes (מהר״ץ חיות), což je hebrejský akronym slov „náš učitel, rabi Cvi Chajes“. Byl jediným z komentátorů zapojených do přípravy vilenského vydání Talmudu, který byl nositelem doktorského titulu.

## Život
Chajes se narodil v Brodech. Studoval u řady významných učenců své doby, zejména u rabi Efrajima Zalmana Marguliese. Kromě tradičního talmudického vzdělání studoval také moderní a klasické jazyky a literaturu, geografii, dějiny a filosofii. Od r. 1846 byli podle rakouského práva uchazeči o post okresního rabína (Kreisrabbiner) povinni získat kvalifikaci v sekulárních disciplínách. Chajes získal doktorát z filosofie na Lvovské univerzitě.
Ve věku 22 let byl jmenován na významný rabínský post v haličském okrese Žovkva. V této pozici potíral změny, které do judaismu vnášelo reformní hnutí; současně byl však i odpůrcem narůstajícího konzervatismu u svých přísně ortodoxních kolegů. Zemřel předčasně ve věku 50 let, pouhé tři roky po svém jmenování na prestižní post Kališského rabína.
Chajes napsal mnoho vědeckých studií o judaismu, které byly věrné tradici, ale moderní svou orientací a strukturou. V tomto pojetí se přiblížil Nachmanu Krochmalovi a pozdějšímu pražskému rabínovi Šlomo Jehuda Rapoportovi.

## Dílo
Stěžejní Chajesovo dílo Mevo ha-Talmud se zabývá jak halachou, právními aspekty Talmudu, tak i agadou, jeho výpravnými částmi. V tomto díle Chajes probírá podrobné dějiny a klasifikaci Talmudu a ústní tradice jakožto jeho podkladu. Toto dílo je prvním moderním pokusem ze strany ortodoxního judaismu formulovat povahu, rozsah a závaznost ústní tradice.
Další Chajesova díla:
- Torat nevi'im: pojednání o závaznosti talmudické tradice a o organické struktuře a metodologii Talmudu.
- Darchei hora'a: studie zkoumající pravidla užívaná v talmudických dobách pro rozhodování praktických náboženských otázek.
- Imre binah: pojednání o vztahu Babylonského a Jeruzalémského talmudu, o ztracených agadických sbírkách, targumech, Rašiho komentáři k traktátu Ta'anit a o bat kol.
- Minchat kena'ot: proti reformnímu judaismu.
- Glosy k Talmudu, které se staly součástí standardních edicí Talmudu.